# 페어 FC
페어 FC는 북마리아나 제도의 축구단이다. 현재 M*리그 디비전 1에 참가하고 있다.
페어 FC의 로고는 리버 플레이트의 로고를 기반으로 만들어졌다.